# Linus Wahlgren
Linus Carl Henrik Wahlgren (10 de septiembre de 1976) es un actor sueco, más conocido por haber interpretado a Filip Norberg en la serie Rederiet y a Einar "Eje" Bure en la franquicia Crimes of Passion.

## Biografía
Es hijo de los actores suecos Hans Wahlgren y Christina Schollin, es el menor de cuatro hermanos: el actor Niclas Wahlgren, la actriz Pernilla Wahlgren y el banquero Peter Wahlgren.
Sus abuelos paternos son los fallecidos actores suecos Ivar Wahlgren y Nina Scenna, sus bisabuelos paternos son Carl August Wahlgren y Anna Amalia Mellgren-Wahlgren. Sus tíos paternos son el abogado Nils August Wahlgren y Elin Wahlgren Lignel.
Sus sobrinos son el actor y DJ sueco Oliver Ingrosso, el compositor Benjamin Wahlgren Ingrosso y la cantante Bianca Wahlgren Ingrosso, también es tío de Tim Wahlgren, Kit Wahlgren, Theodor "Theo" Wahlgren y Hugo Wahlgren.
Es pariente lejano de la actriz Helena Brodin y del ahora fallecido compositor Knut Brodin, por parte de su madre.
El 24 de agosto del 2007 se casó con la maquillista Jessica Johansson, la pareja tuvo dos hijos: Love Linn Wahlgren el 8 de junio de 2005 y Colin Wahlgren el 23 de febrero de 2010, la pareja se separó 
en el 2012 y finalmente se divorciaron en el 2015.

## Carrera
Linus grabó la versión sueca de la canción "I Am An Astronaut".
En 1997 se unió al elenco principal de la serie Rederiet donde dio vida al trabajador Filip "FN" Norberg, hasta 1999.
En el 2001 dobló la voz del personaje Milo en la película Atlantis: The Lost Empire para la versión sueca.
En el 2013 se unió al elenco principal de la franquicia Crime of Passion donde dio vida a Einar "Eje" Bure, quien junto a su esposa Puck Ekstedt (Tuva Novotny) y su mejor amigo Christer Wijk (Ola Rapace), el superintendente de la policía, resuelven crímenes en las películas Mördaren ljuger inte ensam, Kung Liljekonvalje av dungen, Inte flera mord, Rosor kyssar och döden, Farliga drömmar y Tragedi på en lantkyrkogård.
En 2014 se unió al elenco de la serie sueca Blå Ögon (en inglés: "Blue Eyes") donde interpretó a Max Åhman, hasta el final de la serie en el 2015.
En 2016 se unió al elenco de la serie sueca 30° i februari donde interpreta a Johan.k

## Filmografía[4]

### Series de televisión
| Año         | Título         | Personaje          | Notas                 |
| ----------- | -------------- | ------------------ | --------------------- |
| 2016        | 30° i februari | Johan              | 5 episodios           |
| 2014 - 2015 | Blå Ögon       | Max Åhman          | 7 episodios           |
| 2010        | Solsidan       | Abbe               | 2 episodios           |
| 1997 - 1999 | Rederiet       | Filip "FN" Norberg | 85 episodios          |
| 1996        | Tre kronor     | Pontus af Krauz    | episodio "Avsnitt 44" |
| 1994        | Bert           | Sven Ripa          | 2 episodios           |

### Películas
| Año  | Título                                 | Personaje        | Notas |
| ---- | -------------------------------------- | ---------------- | --- |
| 2013 | Tragedi på en lantkyrkogård            | Einar "Eje" Bure | junto a Tuva Novotny, Ola Rapace, Reuben Sallmander, Katia Winter y Anastasios Soulis                    |
| 2013 | Farliga drömmar                        | Einar "Eje" Bure | junto a Tuva Novotny, Ola Rapace, Claes Ljungmark, Joel Spira, Simon J. Berger y Vera Vitali             |
| 2013 | Rosor kyssar och döden                 | Einar "Eje" Bure | junto a Tuva Novotny, Ola Rapace, Andreas La Chenardière, Steve Kratz, Lisa Henni y Filip Berg           |
| 2013 | Fjällbackamorden: Havet ger, havet tar | Otto (de joven)  | junto a Claudia Galli, Richard Ulfsäter, Eva Fritjofson, Lennart Jähkel, Jimmy Lindström y Henrik Norlén |
| 2013 | Inte flera mord                        | Einar "Eje" Bure | junto a Tuva Novotny, Ola Rapace, Anna Wallander, Fredrik Dolk y Annika Hallin                           |
| 2013 | Kung Liljekonvalje av dungen           | Einar "Eje" Bure | junto a Tuva Novotny, Ola Rapace, Ulric von der Esch, Victor von Schirach y Fredrik Dolk                 |
| 2013 | Mördaren ljuger inte ensam             | Einar "Eje" Bure | junto a Tuva Novotny, Ola Rapace, Andreas Utterhall, Gustaf Hammarsten y Peter Viitanen                  |

### Director
| Año  | Título                     | Notas            |
| ---- | -------------------------- | ---------------- |
| 2008 | Hujeda mig så många sånger | teatro / musical |

### Teatro
| Año  | Título                 | Personaje    | Director               | Teatro              | Notas                                                      |
| ---- | ---------------------- | ------------ | ---------------------- | ------------------- | ---------------------------------------------------------- |
| 2017 | The Book of Mormon     | Elder Price  | Anders Albien          | Chinateatern        | -                                                          |
| 2016 | Bullets over Broadway  | David Shayne | Emma Bucht             | Göta Lejon          | -                                                          |
| 2002 | Pippi Longstocking     | -            | -                      | Göta Lejon          | -                                                          |
| 2004 | Grease                 | Kenickey     | Bjarni Haukur Thorsson | Göta Lejon          | -                                                          |
| 2002 | Stars                  | Sobinski     | Nick Bye               | Göta Lejon          | -                                                          |
| 2001 | The Wizard of Oz       | -            | -                      | Göta Lejon          | -                                                          |
| 2001 | Rent                   | Mark         | Nick Bye               | Göta Lejon          | -                                                          |
| 2000 | Arnbergs korsettfabrik | Glenn Anders | Hans Bergström         | Fredriksdalsteatern | junto a Niclas Wahlgren, Eva Rydberg, Mia Poppe y Ewa Roos |
| 1987 | Bröderna Lejonhjärta   | Skorpan      | Staffan Götestam       | Göta Lejon          | junto a Niclas Wahlgren                                    |